# Chojeniec
Chojeniec – wieś w Polsce położona w województwie lubelskim, w powiecie chełmskim, w gminie Siedliszcze.
W latach 1954–1972 wieś należała i była siedzibą władz gromady Chojeniec. W latach 1975–1998 miejscowość administracyjnie należała do województwa chełmskiego. 
Wieś jest sołectwem w gminie Siedliszcze. Według Narodowego Spisu Powszechnego (III 2011 r.) liczyła 330 mieszkańców i była piątą co do wielkości miejscowością gminy Siedliszcze.
Na terenie wsi działalność duszpasterską prowadzi Kościół rzymskokatolicki oraz protestancki Kościół Adwentystów Dnia Siódmego (zbór w Chojeńcu).

## Części wsi
| SIMC    | Nazwa     | Rodzaj    |
| ------- | --------- | --------- |
| 1027188 | Cegielnia | część wsi |
| 1026728 | Glinianki | część wsi |
| 1026757 | Kąty      | część wsi |
| 1026929 | Zalasek   | część wsi |
| 1026958 | Zawieś    | część wsi |

## Zabytki
Dworek z XIX wieku - murowany, należący niegdyś do rodziny Węglińskich. Zabytkowy budynek jest elementem zespołu dworsko-pałacowego, któremu towarzyszy park krajobrazowy z 1. połowy XX wieku.